# محمد أبارو
محمد أحمد عبد الله أبارو (17 أكتوبر 1933 - 12 مارس 2016)، المعروف أيضًا باسم مو عبد الله أو مو أبارو، هو خزاف سوداني مقيم في لندن.

## الحياة و الوظيفة
ولد محمد أحمد عبد الله أبارو في أبوجبيهة بالسودان. تخرج في الفنون الجميلة والتطبيقية من المعهد الفني بالخرطوم عام 1958، وحصل على منحة دراسية إلى لندن لدراسة الخزف في المدرسة المركزية للفنون والحرف في عام 1959. أجرى دراسات عليا في تصميم الفخار الصناعي في كلية نورث ستافوردشاير للسيراميك، وبعد ذلك حصل على فترة تدريب في التحليلات الكيميائية للمواد الخزفية في كلية نورث ستافس لتكنولوجيا السيراميك. عاد إلى السودان لتدريس الخزف لعدة سنوات، لكنه قرر العودة إلى إنجلترا في عام 1966، لمواصلة مسيرته المهنية في بريطانيا.
دَرَسَ الخزف في مركز كامدن للفنون لأكثر من عقدين من الزمن، وأقام العديد من المعارض في لندن - بما في ذلك في مركز باربيكان، ومعرض وايت تشابل (كجزء من إفريقيا 95)، ومعارض مول، و المركز الثقافي العراقي، وفي أماكن أخرى في المملكة المتحدة، وكذلك في الولايات المتحدة والسويد. وله صالة عرض خاصة به في طريق الملك هنري بالقرب من تلة بريمروز.
نشر أعمالًا عن تقنية السيراميك، مثل الخزف الحديث، وحول التفاعل بين الأشكال والأسطح (2000)، وكذلك عن تاريخ عائلته، وعن تاريخ العبّارين في السودان منذ القرن الخامس عشر (1997).
توجد أعماله الخزفية في مجموعات المتحف البريطاني بلندن، ومعهد العالم العربي في باريس، ومتحف سميثسونيان بواشنطن. عُرضت أعماله في معرض فريدريك سيفوينتس لعام 2017 بعنوان "السودان: ظهور التفردات" في معرض P21 بلندن.

## العائلة
تزوج من روز (ني جليني)، عام 1964، ابنة الملحن إليزابيث لوتينز وحفيدة السير إدوين لوتينز.
توفي محمد أبارو عن عمر ناهز 80 عامًا في لندن في 12 مارس 2016.